# Stigmella zumii
Stigmella zumii là một loài bướm đêm thuộc họ Nepticulidae. Nó là loài duy nhất được tìm thấy ở Honshu in Nhật Bản.
Ấu trùng ăn Malus sieboldii. Chúng ăn lá nơi chúng làm tổ.